# Liste der Nummer-eins-Hits in Kanada (1990)
Diese Liste enthält alle Nummer-eins-Hits in Kanada im Jahr 1990. Es gab in diesem Jahr 27 Nummer-eins-Singles und zehn Nummer-eins-Alben.
| Singles | Alben |
| --- | --- |
| - Phil Collins – Another Day in Paradise - 8 Wochen (16. Dezember 1989 – 9. Februar 1990) - Rod Stewart – Downtown Train - 3 Wochen (10. Februar – 2. März) - Paula Abdul & The Wild Pair – Opposites Attract - 2 Wochen (3. März – 16. März) - Janet Jackson – Escapade - 1 Woche (17. März – 23. März) - Phil Collins – I Wish It Would Rain Down - 6 Wochen (24. März – 4. Mai) - Sinéad O’Connor – Nothing Compares 2 U - 5 Wochen (5. Mai – 8. Juni) - Janet Jackson – All I Wanna Do Is Make Love to You - 1 Woche (9. Juni – 15. Juni) - Madonna – Vogue - 3 Wochen (16. Juni – 6. Juli) - Roxette – It Must Have Been Love - 1 Woche (7. Juli – 13. Juli) - Phil Collins – Do You Remember? - 1 Woche (14. Juli – 20. Juli) - New Kids on the Block – Step by Step - 2 Wochen (21. Juli – 3. August) - Taylor Dayne – I'll Be Your Shelter - 1 Woche (4. August – 10. August) - Glenn Medeiros feat. Bobby Brown – She Ain't Worth It - 2 Wochen (11. August – 24. August) - Mariah Carey – Vision of Love - 4 Wochen (25. August – 21. September) - Wilson Phillips – Release Me - 1 Woche (22. September – 28. September) - Jon Bon Jovi – Blaze of Glory - 2 Wochen (29. September – 12. Oktober) - Phil Collins – Something Happened on the Way to Heaven - 2 Wochen (13. Oktober – 26. Oktober) - George Michael – Praying for Time - 2 Wochen (27. Oktober – 9. November) - INXS – Suicide Blonde - 2 Wochen (10. Oktober – 23. November) - Alias – More Than Words Can Say - 2 Wochen (24. November – 21. Dezember) - Wilson Phillips – Impulsive - 1 Woche (22. Dezember – 28. Dezember)1 | - Phil Collins – ...But Seriously - 7 Wochen (13. Januar – 23. Februar, insgesamt 11 Wochen) - Milli Vanilli – Girl You Know It's True - 1 Woche (24. Februar – 2. März) - Phil Collins – ...But Seriously - 4 Wochen (3. März – 30. März, insgesamt 11 Wochen) - Paula Abdul – Forever Your Girl - 1 Woche (31. März – 6. April) - Alannah Myles – Alannah Myles - 2 Wochen (7. April – 20. April) - Sinéad O’Connor – I Do Not Want What I Haven’t Got - 15 Wochen (21. April – 3. August) - New Kids on the Block – Step by Step - 2 Wochen (4. August – 17. August) - MC Hammer – Please Hammer, Don’t Hurt ’Em - 3 Wochen (18. August – 7. September, insgesamt 5 Wochen) - Wilson Phillips – Wilson Phillips - 4 Wochen (8. September – 5. Oktober, insgesamt 5 Wochen) - MC Hammer – Please Hammer Don't Hurt 'Em - 1 Woche (6. Oktober – 12. Oktober, insgesamt 5 Wochen) - Wilson Phillips – Wilson Phillips - 1 Woche (13. Oktober – 19. Oktober, insgesamt 5 Wochen) - MC Hammer – Please Hammer Don't Hurt 'Em - 1 Woche (20. Oktober – 26. Oktober, insgesamt 5 Wochen) - AC/DC – The Razors Edge - 7 Wochen (27. Oktober – 14. Dezember) - Paul Simon – Rhythm of the Saints - 2 Wochen (15. Dezember – 27. Dezember) |

Fußnote
1 Keine Liste vom 29. Dezember 1990 bis zum 18. Januar 1991